# Tjebysjovfilter

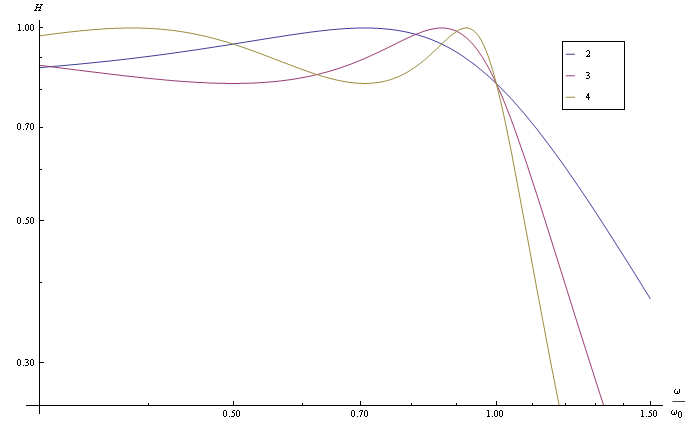
Olika ordningars Tjebysjovfilter med epsilon på 0,7 dvs ett passbandsrippel på 1,7dB.

Ett Tjebysjovfilter är inom signalbehandling ett analogt (passivt eller aktivt) eller digitalt låg- eller högpassfilter. Filtret har en branthet som överstiger Butterworthfiltret vid given ordning, men uppvisar i gengäld rippel och större fasvridning i passbandet. Filtret är uppkallat efter Pafnutij Tjebysjov därför att dess matematiska karaktäristik har härletts ur Tjebysjovpolynom. 

## Rippel
Filterparametern {\displaystyle \epsilon } är relaterad till passbandsripplet {\displaystyle \gamma } i decibel enligt följande
{\displaystyle \epsilon ^{2}=10^{\frac {\gamma }{10}}-1}
3dB-bandbredden {\displaystyle f_{H}} är relaterad till rippel-bandbredden {\displaystyle f_{C}} enligt:
{\displaystyle f_{H}=f_{C}\cosh \left({\frac {1}{n}}\operatorname {arccosh} {\frac {1}{\epsilon }}\right)}

## Beloppsfunktion
Ett analogt Tjebysjovlågpassfilter har magnituden:
{\displaystyle |H|^{2}={\frac {1}{1+\epsilon ^{2}T_{n}^{2}\left({\frac {\omega }{\omega _{0}}}\right)}}}
där {\displaystyle T_{n}(\omega /\omega _{0})} är Chebyshevpolynomen definierade av
{\displaystyle T_{n}({\tfrac {\omega }{\omega _{0}}})=\cos(n\cdot \arccos {\tfrac {\omega }{\omega _{0}}}),\quad 0\leq {\tfrac {\omega }{\omega _{0}}}\leq 1}
{\displaystyle T_{n}({\tfrac {\omega }{\omega _{0}}})=\cosh(n\cdot \operatorname {arccosh} {\tfrac {\omega }{\omega _{0}}}),\quad {\tfrac {\omega }{\omega _{0}}}>1}

## Överföringsfunktion
Ett analogt lågpassfilters överföringsfunktion kan allmänt skrivas:
{\displaystyle H(s)={\frac {A_{0}}{(1+a_{1}s+b_{1}s^{2})(1+a_{2}s+b_{2}s^{2})...(1+a_{n}s+b_{n}s^{2})}}={\frac {A_{0}}{\prod _{i=1}^{n}(1+a_{i}s+b_{i}s^{2})}}}
där {\displaystyle A_{0}} är förstärkningen vid dc (dvs {\displaystyle \omega =0}).
Vid Chebychevfilter ser de tre första ordningarnas polynom i nämnaren, för 1dB rippel i passbandet, ut som följer ({\displaystyle \epsilon =0.5089}):
{\displaystyle n=1;\quad s+1.965}

{\displaystyle n=2;\quad s^{2}+1.098s+1.103}

{\displaystyle n=3;\quad (s+0.494)(s^{2}+0.494s+0.994)}

## Exempel: Aktivt analogt andra ordningens lågpassfilter

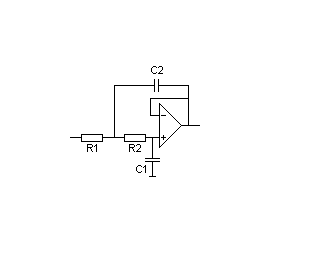
Ett realiseringsexempel

Kopplingen till höger realiserar ({\displaystyle A_{0}=1}):
{\displaystyle H(s)={\frac {1}{1+\omega _{0}C_{1}(R_{1}+R_{2})s+\omega _{0}^{2}R_{1}R_{2}C_{1}C_{2}s^{2}}}}
där alltså
{\displaystyle a_{1}=\omega _{0}C_{1}(R1+R2)=1.098/1.103\ }
och
{\displaystyle b_{1}=\omega _{0}^{2}R_{1}R_{2}C_{1}C_{2}=1/1.103\ }
När man designar filtret så antar man lämpligtvis kondensatorerna och räknar sedan fram resistorerna.

### Filtrets karaktäristik
jw-metoden ger:
{\displaystyle H(j\omega )={\frac {1}{((1-b_{i}\omega ^{2})+ja_{i}\omega )}}}
vars beloppsfuntion blir
{\displaystyle |H|={\frac {1}{\sqrt {(1-b_{i}\omega ^{2})^{2}+(a_{i}\omega )^{2}}}}}
och fasfunktion
{\displaystyle Arg(H)=-\arctan \left({\frac {a_{i}\omega }{1-b_{i}\omega ^{2}}}\right)}
Om man sedan sätter {\displaystyle \omega =\omega /\omega _{0}} får man en relativ uppskattning av filtrets karaktäristik.